# Rhesala biagi
Rhesala biagi là một loài bướm đêm trong họ Noctuidae.